# لوپز ۴۶۵۷
سیارک ۴۶۵۷ (به انگلیسی: 4657 Lopez، نامگذاری:1979SU9) چهار هزار و ششصد و پنجاه و هفتمین سیارک کشف شده‌است که در ۲۲ سپتامبر ۱۹۷۹ کشف شد.
قدر مطلق سیارک برابر ۱۱٫۹۰ است.